# Alpha TV
Alpha TV é uma rede de televisão grega (Até 2000 era conhecido como Skaï). Foi criado em 1993.

## Programas
- Alpha Eidiseis (Jornal da Alpha) - telejornal
- An M' Agapas (Se você me ama) - telenovela
- Al Tsantiri News - humor
- TV Tiglon - variedades, notícias e histórias sobre celebridades.

### Telenovelas
- Marimar
- Rosalinda
- La fea más bella
- Yo amo a Paquita Gallego
- Avenida Brasil
- Belíssima
- La patrona